# Catharanthus scitulus
Dừa cạn hoa tím (danh pháp hai phần: Catharanthus scitulus) là một loài thực vật có hoa trong họ La bố ma. Loài này được (Pichon) Pichon mô tả khoa học đầu tiên năm 1948.